# Chiesa di San Jacopo (Borgo a Mozzano)
La chiesa di San Jacopo è un edificio sacro che si trova a Borgo a Mozzano.

## Storia
La chiesa sorse tra l'XI e il XII secolo, ma deve il suo aspetto attuale a un rimaneggiamento cinque-seicentesco.
Davanti alla chiesa, fondato probabilmente con essa, sorgeva un cimitero, che il 15 ottobre 1559 fu demolito poiché per i ripetuti interramenti si era considerevolmente alzato sul livello della strada.

## Descrizione
La simmetria della facciata, in origine a bozze di pietra e attualmente ricoperta dall'intonaco, è interrotta dalla possente torre campanaria, detta "delle Caminate", nell'angolo nord-ovest. Essa è di mole sproporzionata rispetto alla piccola antica chiesa e si pensa che sia stata fatta costruire dalla contessa Matilde di Canossa. Oggi, delle due campane antiche originarie, risalenti al 1429, non se ne conserva alcuna.
L'interno è a tre navate, con colonne doriche, ed ha pregevoli arredi in legno intagliato del XVII-XVIII secolo. In antico aveva non meno di dieci altari di cui oggi si conservano quello dei santi Rocco e Sebastiano, di san Guglielmo e del Sacramento. La controfacciata è quasi completamente occupata, sopra l'ingresso, dall'organo. 
All'inizio della navata destra è il fonte battesimale cinquecentesco, a cui seguono altari seicenteschi.
Alla fine della navata si trova la statua lignea, con tracce di policromia, di San Bernardino da Siena, eseguita da Matteo Civitali e databile al 1465 circa, realizzata proprio per un documentato altare dedicato al santo francescano in questa chiesa e in origine collocata in un tabernacolo in forma di trittico, di cui doveva presumibilmente essere l'elemento centrale.
Ai lati del presbiterio sono due statue quattrocentesche in terracotta di Sant’Antonio Abate e di San Giacomo, tra le più importanti delle sculture fittili rinascimentali nella valle del Serchio. La prima, scolpita in un blocco unico, è concordemente attribuita a Nanni di Bartolo e databile agli inizi degli anni venti del Quattrocento. L'altra è invece attribuibile a Michele da Firenze o ad uno scultore a lui prossimo.
L'altare maggiore è di marmi bianchi e colorati ed i candelabri laterali ad esso sono in legno dorato. Dietro questo altare nella tribuna si trova una grande tela raffigurante San Iacopo, opera del romano Sigismondo Rosa del 1708. La tribuna poi fu ingrandita nel 1835 dall'ingegnere Michele Cervelli e dipinta da Antonio Marsili.
Procedendo nella navata di sinistra si trova l'altare della Vergine addolorata e dopo di esso, nel muro, sono collocate le statue a tutto rilievo in terracotta invetriata dell'Angelo Annunziante e della Vergine Annunziata, di Benedetto Buglioni (1505 circa).
Continuando troviamo l'altare della Madonna del Rosario, l'ultimo della chiesa, tutto in oro zecchino e intagliato, situato verso l'angolo del campanile.
In chiesa, oggi in una teca, è presente anche la Maddalena, anch'essa in terracotta invetriata, di Andrea della Robbia (1510 circa) che precedentemente si trovava in un piccolo oratorio a lei dedicato al Ponte della Maddalena, detto del Diavolo.
La figura, caratterizzata dall'invetriatura bianca come in altre opere di Andrea, è unicamente ricoperta dai suoi capelli che fungono da vestito, secondo la tradizione iconografica fiorentina. Il simulacro ha infatti una certa somiglianza con quella in legno di Donatello, già in San Giovanni a Firenze.